# Simitlí
Simitlí (en búlgaro: Симитлѝ) es una ciudad de Bulgaria, capital del municipio homónimo en la provincia de Blagóevgrad.

## Geografía
Se encuentra a una altitud de 301 m s. n. m. a 119 km de la capital nacional, Sofía.

## Demografía
Según estimación 2012 contaba con una población de 6 825 habitantes.
|         | 2004  | 2005  | 2006  | 2007  | 2008  | 2009  | 2010  |
| Mujeres | 3 469 | 3 459 | 3 448 | 3 466 | 3 439 | 3 433 | 3 428 |
| Varones | 3 431 | 3 409 | 3 380 | 3 412 | 3 394 | 3 384 | 3 353 |
| Total   | 6 900 | 6 868 | 6 828 | 6 878 | 6 833 | 6 817 | 6 781 |